# Campeonato Brasileiro de Futebol Feminino de 2018 - Série A2
A Série A2 do Campeonato Brasileiro Feminino de 2018 foi a segunda edição deste evento esportivo, um torneio nacional de futebol feminino organizado pela Confederação Brasileira de Futebol (CBF). O campeonato teve início em 24 de março e terminou em 12 de julho.
Nesta edição, o Minas Brasília consagrou-se campeão pela primeira vez, vencendo a decisão na disputa por pênaltis contra o Vitória. Além dos finalistas, o Internacional também garantiu o acesso para a primeira divisão de 2019.

## Antecedentes
A Série A2 do Campeonato Brasileiro Feminino foi realizada pela primeira vez em 2017. O Pinheirense venceu a Portuguesa e ficou com o título.

## Formato e participantes
Inicialmente, o campeonato seria disputado por 26 equipes e formado por quatro fases. No entanto, o número de participantes aumentou para 29. Por sua vez, o regulamento permaneceu semelhante: uma fase preliminar eliminatória de jogo único, uma fase de grupos e mais duas fases eliminatórias (semifinais e final).
| Federação                                                   | Participantes    | Títulos        |
| ----------------------------------------------------------- | ---------------- | -------------- |
| Acre                                                        | Atlético Acreano | 0 (não possui) |
| Alagoas                                                     | UDA              | 0 (não possui) |
| Amapá                                                       | Santana          | 0 (não possui) |
| Amazonas                                                    | 3B da Amazônia   | 0 (não possui) |
| Bahia                                                       | Lusaca           | 0 (não possui) |
| Bahia                                                       | Vitória          | 0 (não possui) |
| Ceará                                                       | São Gonçalo-CE   | 0 (não possui) |
| Ceará                                                       | Caucaia          | 0 (não possui) |
| Distrito Federal                                            | Minas Brasília   | 0 (não possui) |
| Espírito Santo                                              | Vila Nova-ES     | 0 (não possui) |
| Goiás                                                       | Jaó              | 0 (não possui) |
| Maranhão                                                    | Sampaio Corrêa   | 0 (não possui) |
| Mato Grosso do Sul                                          | Comercial-MS     | 0 (não possui) |
| Minas Gerais                                                | América Mineiro  | 0 (não possui) |
| Pará                                                        | ESMAC            | 0 (não possui) |
| Paraíba                                                     | Botafogo-PB      | 0 (não possui) |
| Paraná                                                      | Toledo           | 0 (não possui) |
| Pernambuco                                                  | Náutico          | 0 (não possui) |
| Piauí                                                       | Tiradentes-PI    | 0 (não possui) |
| Rio de Janeiro \|style="text-align: left;"\|Duque de Caxias | 0 (não possui)   |                |
| Rio Grande do Norte                                         | União-RN         | 0 (não possui) |
| Rio Grande do Sul                                           | Internacional    | 0 (não possui) |
| Rio Grande do Sul                                           | Grêmio           | 0 (não possui) |
| Rondônia                                                    | Porto-RO         | 0 (não possui) |
| Roraima                                                     | São Raimundo-RR  | 0 (não possui) |
| Santa Catarina                                              | Napoli           | 0 (não possui) |
| São Paulo                                                   | Embu das Artes   | 0 (não possui) |
| Sergipe                                                     | Canindé          | 0 (não possui) |
| Tocantins                                                   | Gurupi           | 0 (não possui) |

## Fase preliminar
A Série A2 de 2018 teve início em 27 de março, com as vitórias de Duque de Caxias, Sampaio Corrêa e Tiradentes. No dia seguinte, América Mineiro, Botafogo-PB, ESMAC, Minas Brasília e Napoli. Por fim, as classificações de 3B da Amazônia, Internacional, Lusaca, São Gonçalo e Vila Nova foram obtidas em 26 de março.
| Equipe 1        | Resultado    | Equipe 2         |
| --------------- | ------------ | ---------------- |
| Duque de Caxias | 1–1 (4–3 p.) | Caucaia          |
| Náutico         | 0–0 (5–6 p.) | Internacional    |
| Lusaca          | 1–0          | UDA              |
| Napoli          | 3–1          | Jaó              |
| ESMAC           | 7–0          | Atlético Acreano |
| Toledo          | 0–2          | Vila Nova-ES     |
| Sampaio Corrêa  | 5–4          | Comercial-MS     |
| 3B da Amazônia  | 4–0          | Gurupi           |
| São Gonçalo-CE  | 11–0         | União-RN         |
| Tiradentes-PI   | 4–0          | Santana          |
| América Mineiro | 5–2          | Porto-RO         |
| Botafogo-PB     | 0–0 (4–3 p.) | São Raimundo-RR  |
| Minas Brasília  | 10–0         | Canindé          |

- Em itálico, os clubes que possuem o mando de jogo no confronto. Em negrito, os vencedores.

## Fase de grupos
As 13 equipes classificadas da fase anterior e outras três estreantes foram divididas em dois grupos. No primeiro, Internacional e Minas Brasília se classificaram de forma antecipada, com clube gaúcho na liderança do grupo. Um cenário semelhante ocorreu no segundo grupo, pelo qual 3B da Amazônia e Vitória terminaram na primeira e segunda colocação, respectivamente.

### Grupo B
- O São Gonçalo-CE foi punido pelo STJD com a perda de seis pontos.

## Fases finais
Em 24 de julho, o Minas Brasília venceu o primeiro jogo das semifinais contra 3B da Amazônia pelo placar de 2–1. No segundo jogo, o clube mineiro avançou após um empate. No outro confronto, o Vitória eliminou o Internacional.
Em 8 de julho, Minas e Vitória empataram o primeiro jogo da final, realizado no estádio Manoel Barradas. Na semana seguinte, os clubes voltaram a empatar e o Minas ficou com o título vencendo a disputa por pênaltis.
|  | Semifinais     | Semifinais          | Semifinais | Semifinais |       |         | Final | Final | Final | Final |
|  |                |                     |            |            |       |         |       |       |       |       |
|  | Vitória        | 1                   | 2          | 3          |       |         |       |       |       |       |
|  | Internacional  | 1                   | 1          | 2          |       |         |       |       |       |       |
|  | Internacional  | 1                   | 1          | 2          |       | Vitória | 2     | 0     | 2 (3) |       |
|  |                |                     |            |            |       | Vitória | 2     | 0     | 2 (3) |       |
|  |                | Minas Brasília (p.) | 2          | 0          | 2 (4) |         |       |       |       |       |
|  | Minas Brasília | Minas Brasília (p.) | 2          | 0          | 2 (4) | 2       | 1     | 3     |       |       |
|  | Minas Brasília |                     |            |            |       | 2       | 1     | 3     |       |       |
|  | 3B da Amazônia | 1                   | 1          | 2          |       |         |       |       |       |       |

- Em itálico, os clubes que possuem o mando de jogo no confronto. Em negrito, os vencedores.

### Geral
- «Campeonato Brasileiro de Futebol Feminino de 2018 - Série A2». Confederação Brasileira de Futebol. Consultado em 23 de novembro de 2022. Cópia arquivada em 30 de outubro de 2021
- «Regulamento Específico da Competição Campeonato Brasileiro Feminino A-2 de 2018» (PDF). Confederação Brasileira de Futebol. Cópia arquivada (PDF) em 31 de maio de 2021

### Específicas
1. ↑  Camila Alves (1 de novembro de 2016). «CBF anuncia Brasileiro de Futebol Feminino 2017 com duas divisões e custeado pela entidade». Superesportes. Consultado em 26 de outubro de 2022. Cópia arquivada em 26 de outubro de 2022
2. ↑  «Pinheirense é o campeão Brasileiro Feminino A-2». Confederação Brasileira de Futebol. 26 de julho de 2017. Consultado em 11 de junho de 2021. Cópia arquivada em 25 de abril de 2019
3. ↑  «Feminino A-2: tabela básica e regulamento 2018». Confederação Brasileira de Futebol. 7 de fevereiro de 2018. Consultado em 31 de maio de 2021. Cópia arquivada em 14 de julho de 2018
4. ↑  «Duque de Caxias, Sampaio e Tiradentes avançam». Confederação Brasileira de Futebol. 24 de março de 2018. Consultado em 31 de maio de 2021. Cópia arquivada em 31 de maio de 2021
5. ↑  «Cinco clubes avançam para a Fase de Grupos». Confederação Brasileira de Futebol. 25 de março de 2018. Consultado em 31 de maio de 2021. Cópia arquivada em 31 de maio de 2021
6. ↑  «São Gonçalo-CE, Internacional e Lusaca-BA avançam». Confederação Brasileira de Futebol. 26 de março de 2018. Consultado em 31 de maio de 2021. Cópia arquivada em 31 de maio de 2021
7. ↑  «Vila Nova-ES e 3B Sport-AM se classificam». Confederação Brasileira de Futebol. 26 de março de 2018. Consultado em 31 de maio de 2021. Cópia arquivada em 31 de maio de 2021
8. ↑  «Jogos de hoje - Feminino A-2 - Sétima Rodada». Confederação Brasileira de Futebol. 13 de junho de 2018. Consultado em 31 de maio de 2021. Cópia arquivada em 31 de maio de 2021
9. ↑  «Internacional-RS goleia o Duque de Caxias-RJ por 5 a 0 e se classifica». Confederação Brasileira de Futebol. 14 de junho de 2018. Consultado em 31 de maio de 2021. Cópia arquivada em 31 de maio de 2021
10. ↑  «Vitória e 3B vencem e avançam para a semifinal do Feminino A-2». Confederação Brasileira de Futebol. 14 de junho de 2018. Consultado em 31 de maio de 2021. Cópia arquivada em 31 de maio de 2021
11. ↑  Denir Simplício (24 de junho de 2018). «Fora de casa, 3B perde para o Minas/Icesp e sai em desvantagem no duelo pelo acesso». A Crítica. Consultado em 31 de maio de 2021. Arquivado do original em 31 de maio de 2021
12. ↑  Mariana Fraga (1 de julho de 2018). «Futebol feminino – Minas ICESP empata no final e garante acesso à primeira divisão em 2019». Agência CEUB. Consultado em 31 de maio de 2021. Cópia arquivada em 31 de maio de 2021
13. ↑  Cesar Esteves (25 de junho de 2018). «Vitória e Inter empatam a primeira semi do Brasileiro A2 feminino». Gazeta Esportiva. Consultado em 31 de maio de 2021. Cópia arquivada em 31 de maio de 2021
14. ↑  «Inter perde para o Vitória e permanece na segunda divisão do Brasileirão feminino». Zero Hora. 30 de junho de 2018. Consultado em 31 de maio de 2021. Arquivado do original em 31 de maio de 2021
15. ↑  «Vitória empata com Minas no 1º jogo da final do Brasileirão Feminino». A Tarde. 8 de julho de 2018. Consultado em 31 de maio de 2021. Arquivado do original em 9 de agosto de 2018
16. ↑  «Minas Icesp é campeão brasileiro de futebol feminino pela série A-2». TV Brasil. 12 de julho de 2018. Consultado em 31 de maio de 2021. Cópia arquivada em 14 de julho de 2018